# Jean-Yves Claeys
Pour les articles homonymes, voir Claeys.
Jean-Yves Pierre Alfred Claeys (1896-1978) est un architecte et archéologue français. 

## Biographie
Né à Nice au lieu-dit Les Ponchettes le 3 mai 1896, il étudie à l'École des arts décoratifs de Nice et à l'École supérieure des beaux-arts de Paris et expose au Salon des architectes en 1923 où il obtient une mention honorable. 
Architecte dans les services des Travaux publics de l'Indochine (février 1923-mai 1927), il devient en juin 1927 membre temporaire de l'École française d'Extrême-Orient (EFEO) puis permanent à partir de 1930. Il organise en 1927-1928 les premières fouilles du site cam de Trà Kiệu (en) où il exhume les fondations de temples et un très important nombre de sculptures. En 1934, il pilote un autre chantier à Tháp Mắm puis est nommé conservateur de la section du service archéologique des monuments de l'Annam-Campa. 
Il mène aussi en parallèle une enquête ethnologique et technologique, commande du musée indochinois du Trocadéro, du muséum national d'histoire naturelle et de l'EFEO. En 1937, il prend en charge le poste de secrétaire-bibliothécaire de l'École et devient en 1937 chef du service archéologique de l'EFEO, poste qu'il avait déjà occupé par intérim en 1933. Après la mort de Charles Batteur, il officie aussi à la Conservation des monuments du Tonkin.
Il arrête temporairement, en 1943, ses activités professionnelles à cause de soucis pulmonaires et publie alors une étude sur l'archéologie du Siam et une introduction à l'étude de l'Annam et du Campa mais, en septembre 1946, tuberculeux, doit rentrer en France où, jusqu'à sa retraite en 1953, il restera en longue maladie bien que nommé directeur d'études de classe exceptionnelle de l'EFEO.
Il meurt le 7 octobre 1978 en son domicile dans le 7e arrondissement de Paris.